# Haltérophilie aux Jeux africains de 1987
Navigation
Édition suivante
Les épreuves d'haltérophilie aux Jeux africains de 1987 se déroulent à Nairobi en août 1987. Elles sont exclusivement masculines.

## Médaillés
| Épreuve     | Or                                 | Argent                             | Bronze                            |       |       |
| 52 kg       | 52 kg                              | 52 kg                              | 52 kg                             | 52 kg | 52 kg |
| ----------- | ---------------------------------- | ---------------------------------- | --------------------------------- | ----- | ----- |
| Arraché     | Mahmoud Ramadan (EGY) 92,5 kg      | Larbi Trab (TUN) 90 kg             | Hamoda Matwali (EGY) 87,5 kg      |       |       |
| Épaulé-jeté | Larbi Trab (TUN) 117,5 kg          | Mahmoud Ramadan (EGY) 115 kg       | Hamoda Matwali (EGY) 110 kg       |       |       |
| Total       | Larbi Trab (TUN) 207,5 kg          | Mahmoud Ramadan (EGY) 207,5 kg     | Hamoda Matwali (EGY) 197,5 kg     |       |       |
| 56 kg       |                                    |                                    |                                   |       |       |
| Arraché     | Ahmed Tarbi (ALG) 102,5 kg         | Taoufik Maaouia (TUN) 100 kg       | Ridha Ayachi (TUN) 95 kg          |       |       |
| Épaulé-jeté | Taoufik Maaouia (TUN) 125 kg       | Ahmed Tarbi (ALG) 120 kg           | Ridha Ayachi (TUN) 117,5 kg       |       |       |
| Total       | Taoufik Maaouia (TUN) 225 kg       | Ahmed Tarbi (ALG) 222,5 kg         | Ridha Ayachi (TUN) 212,5 kg       |       |       |
| 60 kg       |                                    |                                    |                                   |       |       |
| Arraché     | Lawrence Iquaibom (NGA) 112,5 kg   | Abdelmounaim Yahiaoui (ALG) 110 kg | Haja Ratovinirina (MAD) 92,5 kg   |       |       |
| Épaulé-jeté | Lawrence Iquaibom (NGA) 132,5 kg   | Abdelmounaim Yahiaoui (ALG) 130 kg | Haja Ratovinirina (MAD) 120 kg    |       |       |
| Total       | Lawrence Iquaibom (NGA) 245 kg     | Abdelmounaim Yahiaoui (ALG) 240 kg | Haja Ratovinirina (MAD) 212,5 kg  |       |       |
| 67,5 kg     |                                    |                                    |                                   |       |       |
| Arraché     | Hassan-Hamdy Bassiony (EGY) 130 kg | Moshood Adeniy (NGA) 117,5 kg      | Jimmy Idogesit (NGA) 117,5 kg     |       |       |
| Épaulé-jeté | Hassan-Hamdy Bassiony (EGY) 160 kg | Moshood Adeniy (NGA) 147,5 kg      | Jimmy Idogesit (NGA) 147,5 kg     |       |       |
| Total       | Hassan-Hamdy Bassiony (EGY) 290 kg | Moshood Adeniy (NGA) 265 kg        | Jimmy Idogesit (NGA) 265 kg       |       |       |
| 75 kg       |                                    |                                    |                                   |       |       |
| Arraché     | Moustafa Ellozy (EGY) 132,5 kg     | Armen Khalil (EGY) 132,5 kg        | Godfrey Ehineboh (NGA) 125 kg     |       |       |
| Épaulé-jeté | Moustafa Ellozy (EGY) 167,5 kg     | Armen Khalil (EGY) 167,5 kg        | Godfrey Ehineboh (NGA) 162,5 kg   |       |       |
| Total       | Moustafa Ellozy (EGY) 300 kg       | Armen Khalil (EGY) 300 kg          | Godfrey Ehineboh (NGA) 287,5 kg   |       |       |
| 82,5 kg     |                                    |                                    |                                   |       |       |
| Arraché     | Mahmoud Mahgoub (EGY) 145 kg       | Muyiwa Odusanya (NGA) 135 kg       | Abdelaziz Mesaouz (ALG) 120 kg    |       |       |
| Épaulé-jeté | Muyiwa Odusanya (NGA) 172,5 kg     | Mahmoud Mahgoub (EGY) 170 kg       | Mikki Jerbi (TUN) 165 kg          |       |       |
| Total       | Mahmoud Mahgoub (EGY) 315 kg       | Muyiwa Odusanya (NGA) 307,5 kg     | Mikki Jerbi (TUN) 282,5 kg        |       |       |
| 90 kg       |                                    |                                    |                                   |       |       |
| Arraché     | Ibrahim Hassona (EGY) 150 kg       | Joseph Osiobor (NGA) 135 kg        | Olusola Awosina (NGA) 130 kg      |       |       |
| Épaulé-jeté | Ibrahim Hassona (EGY) 177,5 kg     | Olusola Awosina (NGA) 177,5 kg     | Joseph Osiobor (NGA) 165 kg       |       |       |
| Total       | Ibrahim Hassona (EGY) 327,5 kg     | Olusola Awosina (NGA) 307,5 kg     | Joseph Osiobor (NGA) 300 kg       |       |       |
| 100 kg      |                                    |                                    |                                   |       |       |
| Arraché     | Emmanuel Oshomah (NGA) 150 kg      | Said Khalil (EGY) 142,5 kg         | Theodore Nkwayed (CMR) 140 kg     |       |       |
| Épaulé-jeté | Said Khalil (EGY) 187,5 kg         | Emmanuel Oshomah (NGA) 187,5 kg    | Theodore Nkwayed (CMR) 172,5 kg   |       |       |
| Total       | Emmanuel Oshomah (NGA) 337,5 kg    | Said Khalil (EGY) 330 kg           | Theodore Nkwayed (CMR) 312,5 kg   |       |       |
| 110 kg      |                                    |                                    |                                   |       |       |
| Arraché     | Reda Elbatoty (EGY) 155 kg         | Bartholomew Oluoma (NGA) 142,5 kg  | Dieudonné Takou (CMR) 140 kg      |       |       |
| Épaulé-jeté | Reda Elbatoty (EGY) 190 kg         | Dieudonné Takou (CMR) 190 kg       | Bartholomew Oluoma (NGA) 177,5 kg |       |       |
| Total       | Reda Elbatoty (EGY) 345 kg         | Dieudonné Takou (CMR) 330 kg       | Bartholomew Oluoma (NGA) 320 kg   |       |       |
| + 110 kg    |                                    |                                    |                                   |       |       |
| Arraché     | Fouad Adham (EGY) 157,5 kg         | Ojadi Aduche (NGA) 155 kg          | Musa Gikone (KEN) 80 kg           |       |       |
| Épaulé-jeté | Ojadi Aduche (NGA) 202,5 kg        | Fouad Adham (EGY) 197,5 kg         | Musa Gikone (KEN) 120 kg          |       |       |
| Total       | Ojadi Aduche (NGA) 357,5 kg        | Fouad Adham (EGY) 355 kg           | Musa Gikone (KEN) 200 kg          |       |       |